# Coriolis (månekrater)
 For alternative betydninger, se Coriolis. (Se også artikler, som begynder med Coriolis)
Coriolis er et nedslagskrater på Månen. Det befinder sig på Månens bagside og er opkaldt efter den franske fysiker Gaspard G. Coriolis (1792 – 1843).
Navnet blev officielt tildelt af den Internationale Astronomiske Union (IAU) i 1970. 

## Omgivelser
Corioliskraterets bund skæres af Månens ækvator, og det ligger omkring tre kraterdiametre nordvest for Daedaluskrateret. 

## Karakteristika
Kraterranden af Coirolis er noget eroderet, og der ligger adskillige små kratere langs dets kant. Den nordlige rand er noget beskadiget og har en let udadgående bule og en forsænkning i siden. Kraterbunden har små kratere langs den østlige og sydlige væg. Der ligger nogle lave bakker nær kraterbundens midte.

## Satellitkratere
De kratere, som kaldes satellitter, er små kratere beliggende i eller nær hovedkrateret. Deres dannelse er sædvanligvis sket uafhængigt af dette, men de får samme navn som hovedkrateret med tilføjelse af et stort bogstav. På kort over Månen er det en konvention at identificere dem ved at placere dette bogstav på den side af satellitkraterets midte, som ligger nærmest hovedkrateret. Corioliskrateret har følgende satellitkratere:
| Coriolis | Længde | Bredde   | Diameter |
| -------- | ------ | -------- | -------- |
| C        | 1,9° N | 173,3° Ø | 19 km    |
| G        | 0,0° N | 174,7° Ø | 17 km    |
| H        | 0,5° S | 174,2° Ø | 12 km    |
| L        | 1,9° S | 172,7° Ø | 32 km    |
| M        | 1,4° S | 171,7° Ø | 31 km    |
| S        | 0,1° N | 169,7° Ø | 17 km    |
| W        | 3,1° N | 168,0° Ø | 37 km    |
| Y        | 3,6° N | 171,2° Ø | 31 km    |
| Z        | 4,2° N | 171,5° Ø | 53 km    |

## Måneatlas
- Billeder af Corioliskrateret i LPI-måneatlasset